# Giải vô địch trượt tuyết đổ đèo thế giới 1968 - Giant slalom nữ
Giải vô địch trượt tuyết nữ thế giới 1968 (tên đủ là Giải vô địch trượt tuyết núi cao bằng ván trượt lớn thế giới dành cho nữ năm 1968)

## Danh hiệu
| Vòng | Chặng | Địa điểm        | Quốc gia | Ngày                     | Quán quân         | Á quân             | Hạng ba           |
| ---- | ----- | --------------- | -------- | ------------------------ | ----------------- | ------------------ | ----------------- |
| 1    | 1     | Oberstaufen     | Tây Đức  | ngày 5 tháng 1 năm 1968  | Fernande Bochatay | Florence Steurer   | Nancy Greene      |
| 2    | 3     | Grindelwald     | Thụy Sĩ  | ngày 10 tháng 1 năm 1968 | Nancy Greene      | Marielle Goitschel | Fernande Bochatay |
| 3    | 11    | Grenoble        | Pháp     | ngày 15 tháng 2 năm 1968 | Nancy Greene      | Annie Famose       | Fernande Bochatay |
| 4    | 13    | Oslo            | Na Uy    | ngày 24 tháng 2 năm 1968 | Fernande Bochatay | Isabelle Mir       | Kiki Cutter       |
| 5    | 19    | Aspen           | Hoa Kỳ   | ngày 17 tháng 3 năm 1968 | Nancy Greene      | Marielle Goitschel | Rosi Mittermaier  |
| 6    | 21    | Rossland        | Canada   | ngày 31 tháng 3 năm 1968 | Nancy Greene      | Florence Steurer   | Gertrude Gabl     |
| 7    | 22    | Heavenly Valley | Hoa Kỳ   | ngày 5 tháng 4 năm 1968  | Gertrude Gabl     | Florence Steurer   | Isabelle Mir      |

Ghi chú: Vòng 3/Chặng 11 là sự kiện Olympic, cũng được tính cho World Cup. Xem thêm Thế vận hội ở Mùa đông 1968

## Kết quả cá nhân
Trong trận này, 3 kết quả tốt nhất được tính. Các điểm được để trong ngoặc.
| STT | Tên                | Quốc gia | Tổng điểm | Điểm trừ | 1    | 3   | 11   | 13 | 19   | 21   | 22  |
| --- | ------------------ | -------- | --------- | -------- | ---- | --- | ---- | -- | ---- | ---- | --- |
| 1   | Nancy Greene       | Canada   | 75        | (48)     | (15) | 25  | 25   | -  | 25   | (25) | (8) |
| 2   | Fernande Bochatay  | Thụy Sĩ  | 65        | (18)     | 25   | 15  | (15) | 25 | (2)  | (1)  | -   |
| 3   | Florence Steurer   | Pháp     | 60        | (19)     | 20   | (8) | (11) | -  | -    | 20   | 20  |
| 4   | Gertrude Gabl      | Áo       | 51        | (16)     | (3)  | 11  | (2)  | -  | (11) | 15   | 25  |
| 5   | Marielle Goitschel | Pháp     | 44        |          | -    | 20  | 4    | -  | 20   | -    | -   |
| 6   | Isabelle Mir       | Pháp     | 41        | (10)     | 6    | (1) | (6)  | 20 | -    | (3)  | 15  |
| 7   | Annie Famose       | Pháp     | 32        | (4)      | (4)  | -   | 20   | -  | -    | 6    | 6   |
| 8   | Rosi Mittermaier   | Tây Đức  | 29        |          | -    | 3   | -    | -  | 15   | 11   | -   |
| 9   | Judy Nagel         | Hoa Kỳ   | 28        | (4)      | -    | -   | -    | 11 | 6    | (4)  | 11  |
| 10  | Kiki Cutter        | Hoa Kỳ   | 25        | (2)      | -    | 4   | -    | 15 | -    | (2)  | 6   |
| 11  | Divina Galica      | Anh Quốc | 17        | (2)      | -    | 6   | 3    | -  | 8    | -    | (2) |
| 12  | Olga Pall          | Áo       | 16        |          | 8    | -   | 8    | -  | -    | -    | -   |
| 13  | Burgl Färbinger    | Tây Đức  | 14        |          | 11   | 2   | 1    | -  | -    | -    | -   |
| 14  | Brigitte Seiwald   | Áo       | 10        |          | 2    | -   | -    | -  | -    | 8    | -   |
| 15  | Judy Leinweber     | Canada   | 8         |          | -    | -   | -    | 8  | -    | -    | -   |
| 16  | Gina Hathorn       | Anh Quốc | 7         |          | -    | -   | -    | -  | 4    | -    | 3   |
| 17  | Dietlinde Wurmer   | Tây Đức  | 6         |          | -    | -   | -    | 6  | -    | -    | -   |
| 18  | Wendy Allen        | Hoa Kỳ   | 4         |          | -    | -   | -    | 4  | -    | -    | -   |
| 19  | Suzy Chaffee       | Hoa Kỳ   | 3         |          | -    | -   | -    | 3  | -    | -    | -   |
|     | Marilyn Cochran    | Hoa Kỳ   | 3         |          | -    | -   | -    | -  | 3    | -    | -   |
| 21  | Betsy Clifford     | Canada   | 2         |          | -    | -   | -    | 2  | -    | -    | -   |
| 22  | Robin Morning      | Hoa Kỳ   | 1         |          | 1    | -   | -    | -  | -    | -    | -   |
|     | Penny McCoy        | Hoa Kỳ   | 1         |          | -    | -   | -    | 1  | -    | -    | -   |
|     | Christine Béranger | Pháp     | 1         |          | -    | -   | -    | -  | 1    | -    | -   |
|     | Wiltrud Drexel     | Áo       | 1         |          | -    | -   | -    | -  | -    | -    | 1   |

## Kết quả đội
Tất cả các điểm đã được hiển thị bao gồm cả điểm trừ cá nhân. In đậm chỉ số điểm cao nhất, chữ nghiêng biểu thị chiến thắng chặng đua
| Place | Country  | Total Points | 1  | 3  | 11 | 13 | 19 | 21 | 22 | Racers | Wins |
| ----- | -------- | ------------ | -- | -- | -- | -- | -- | -- | -- | ------ | ---- |
| 1     | Pháp     | 211          | 30 | 29 | 41 | 20 | 21 | 29 | 41 | 5      | 0    |
| 2     | Canada   | 133          | 15 | 25 | 25 | 10 | 25 | 25 | 8  | 3      | 4    |
| 3     | Áo       | 94           | 13 | 11 | 10 | -  | 11 | 23 | 26 | 4      | 1    |
| 4     | Thụy Sĩ  | 83           | 25 | 15 | 15 | 25 | 2  | 1  | -  | 1      | 2    |
| 5     | Hoa Kỳ   | 71           | 1  | 4  | -  | 34 | 9  | 6  | 17 | 7      | 0    |
| 6     | Tây Đức  | 49           | 11 | 5  | 1  | 6  | 15 | 11 | -  | 3      | 0    |
| 7     | Anh Quốc | 26           | -  | 6  | 3  | -  | 12 | -  | 5  | 2      | 0    |